# Alexandria (Misuri)
Alexandria es una ciudad ubicada en el condado de Clark en el estado estadounidense de Misuri. En el Censo de 2010 tenía una población de 159 habitantes y una densidad poblacional de 157,01 personas por km².

## Geografía
Alexandria se encuentra ubicada en las coordenadas 40°21′36″N 91°27′34″O / 40.36000, -91.45944. Según la Oficina del Censo de los Estados Unidos, Alexandria tiene una superficie total de 1.01 km², de la cual 0.98 km² corresponden a tierra firme y (3.58%) 0.04 km² es agua.

## Demografía
Según el censo de 2010, había 159 personas residiendo en Alexandria. La densidad de población era de 157,01 hab./km². De los 159 habitantes, Alexandria estaba compuesto por el 96.86% blancos, el 0.63% eran afroamericanos, el 0% eran amerindios, el 0% eran asiáticos, el 0% eran isleños del Pacífico, el 0% eran de otras razas y el 2.52% pertenecían a dos o más razas. Del total de la población el 0% eran hispanos o latinos de cualquier raza.